# Wilhelm Gotthelf Lohrmann
Wilhelm Gotthelf Lohrmann (31 de enero de 1796 – 20 de febrero de 1840) fue un sajón cartógrafo, astrónomo, y meteorólogo sajón, fundador de la Universidad Técnica de Dresde en 1828.

## Semblanza
Lohrmann nació en Dresde, hijo de un maestro de obra. En 1810 ingresó en el Pfeilschmidtschen Garnisonsschule, donde estudió arquitectura. Su madre murió en 1812 y su padre en 1817. A su vez, su primera mujer Christiane Amalie murió en 1827. La pareja se había casado en 1819, y había tenido seis hijos. Wilhelm se casaría otra vez en 1828, con Henriette.
En 1821 realizó una serie de observaciones de la Luna, con las que produjo una Mondkärtchen (carta lunar). Este mapa fue mejorado a partir de 1824, cuando inició su Topographie der sichtbaren Mondoberfläche ("Topografía de la superficie visible de la luna"), cuyas cuatro secciones están depositadas actualmente como trabajo histórico en la biblioteca de la Universidad Técnica de Dresde. Completó sus mapas en 1836, pero no fueron publicados hasta después de su muerte. En 1878, Johann Schmidt editó y publicó las 25 secciones del mapa como Mondkarte in 25 Sektionen. Se reeditaron posteriormente en 1963. Los mapas utilizaron la proyección ortográfica según la superficie correspondiente a la mínima libración de la Luna.
Fundó el Technische Bildungsanstalt Dresden (la Escuela Técnica de Dresde), y fue su primer director desde el 1 de mayo de 1828.
El instrumental de Lohrmann sería utilizado posteriormente por Heinrich Schwabe para sus observaciones del Sol y de las manchas solares.

## Publicaciones
- Lohrmann, WG, "Topographie der Sichtbaren Mondoberflache", Dresden-Leipzig, 1824.
- Lohrmann, Wilhelm Gotthelf; Schmidt, Johann Friedrich Julius; Ahnert, Paul, "Mondkarte in 25 Sektionen", Leipzig, J. A. Barth, 1963.
- Birmingham, J., "Review (Lohrmann's Lunar Map)", Astronomical Register, vol. 16, 1878.

## Eponimia
- El cráter lunar Lohrmann lleva este nombre en su memoria.[1]
- El asteroide (4680) Lohrmann también conmemora su nombre.